# In den Gärten Pharaos
In den Gärten Pharaos è il secondo album in studio del gruppo rock tedesco Popol Vuh, pubblicato nel 1971.
Oltre ad essere maggiormente basato sugli strumenti acustici rispetto al precedente Affenstunde, questo album è distinto da sonorità più mistiche, solenni, e introspettive che lo allontanano dal krautrock più tradizionale dell'esordio. La traccia Vuh, che venne registrata nella cattedrale di Baumberg (in Baviera), venne arrangiata con il suo organo.
In den Gärten Pharaos fu uno dei primi LP a presentare un solo brano per facciata.

## Tracce
1. In den Gärten Pharaos – 17:36
2. Vuh – 19:50

## Formazione
- Frank Fiedler: sintetizzatore
- Florian Fricke: sintetizzatore, organo, Fender Rhodes
- Holger Trülzsch: percussioni